# Csepel (motocykl)

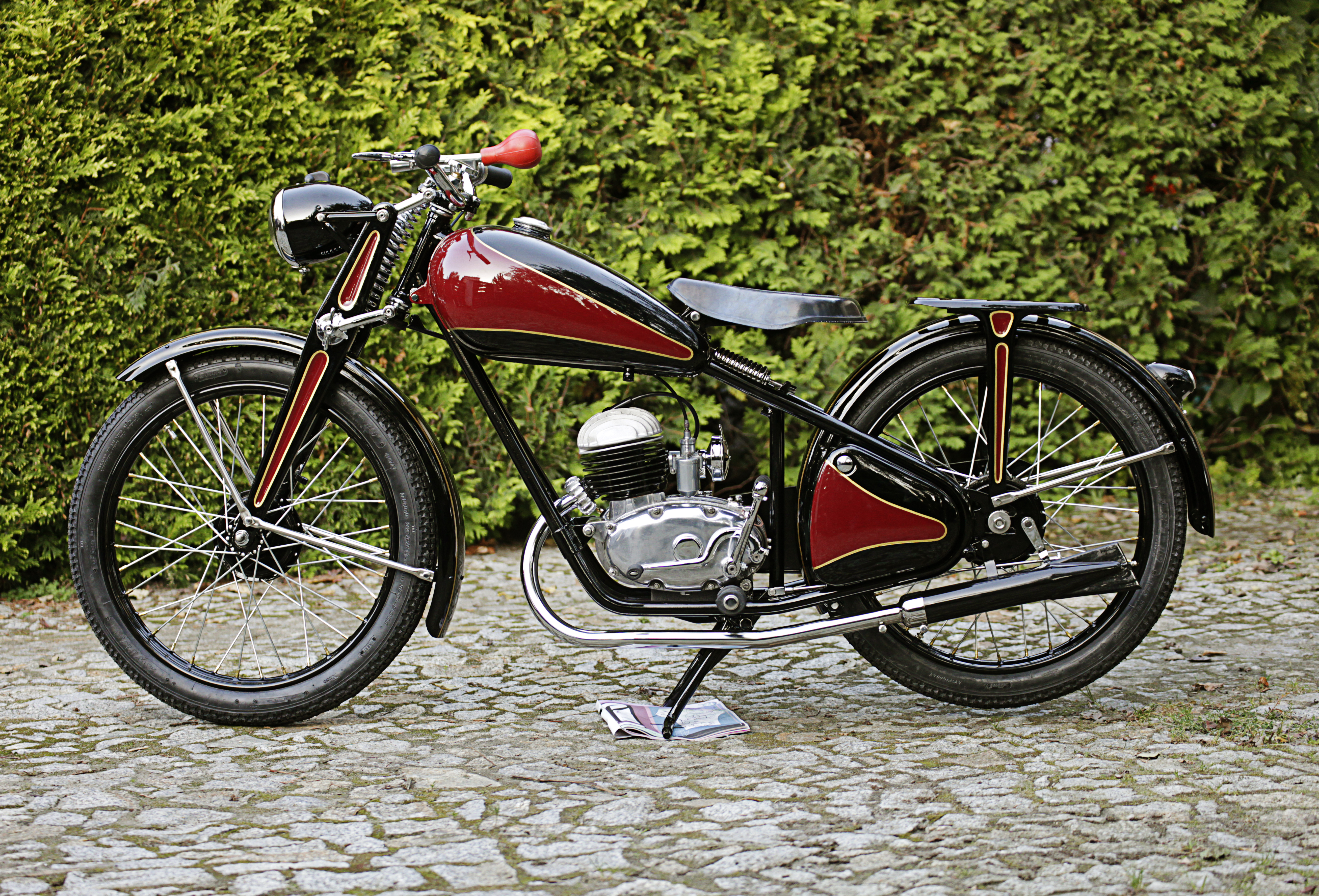
Csepel 125 49

## Historia

### Początki
W 1928 Zakłady Metalowe Manfréda Weissa, przemianowane na Csepel rozpoczęły produkcję rowerów, których produkcja szybko rosła ze względu na duże zapotrzebowanie na tani i nieskomplikowany środek transportu. Już wcześniej bo od 1920 roku na Węgrzech zaczęto budować pierwsze motocykle, powstało kilka konkurencyjnych wytwórni, a w 1931 roku również Csepel włączył się do tego wyścigu wprowadzając na rynek pierwszy motocykl (motorower). Stosowano dwusuwowe silniki o pojemności 100 cm3, a masa pojazdu wynosiła 37,5 kg. Ze względu na kolor nazywany był "CZERWONY" lub "Zbiornik serce" za względu na kształt baku paliwa. Ten pojazd został wyprodukowany w ilości 1100 egzemplarzy i szybko zaczęto go udoskonalać. Powstał w ten sposób model Turan 98 w 1935 roku a już 1937 kolejny 100 centymetrowy model WM 100/L zwany "srebrnym zbiornikiem"

### Po drugiej wojnie
Działania wojenne i zmiany polityczne zatrzymały rozwój przemysłu motocyklowego na Węgrzech aż do 1947 roku. Wtedy pojawił się pierwszy motocykl Tura 100, który mimo swoich przedwojennych korzeni został gruntownie zmodyfikowany. Z roweru z silnikiem przeistoczył się w pełnoprawny motocykl z trójkątną ramą, trapezowym zawieszeniem przednim i zmodernizowanym silnikiem  pojemności 100 cm3. W tym czasie zespół pod kierownictwem Aurel Jurek pracowała nad nowymi modelami Csepel 100 i 125 z 3 biegową skrzynią biegów. Opracowano też większy silnik o pojemności 250 cm3 wzorowany na systemie PUCH'a i w 1949 roku wraz z modelem Csepel 125/49 pojawił się motocykl Csepel 250/U. Rok później model 125 został wyposażony w teleskopowy widelec z przodu, a od 1951 roku amortyzowane zawieszenie tylne. Do 1955 roku wyprodukowano około 50 000 tych motocykli.

### Rok 1954
W tym roku na bazie Csepela 250 powstał pierwszy model motocyklu Pannonia, natomiast produkcja mniejszych 125'iątek została przeniesiona do sąsiedniego zakładu Danuvia.

## Modele motocykli
WM Csepel 100 (zbiornik serce) – produkcja w latach 1931-1935, pojemność 98 cm3, moc: 1,7 KM, prędkość maksymalna ok. 50 km/h

WM Csepel Turan – produkcja w latach 1935-1937, pojemność 86 cm3, moc: 1,7 KM, prędkość maksymalna ok. 50 km/h, zużycie paliwa 2,5 l/100km

WM Csepel 100 (srebrny zbiornik) – produkcja w latach 1937-1944, pojemność 95 cm3, moc: 2,3 KM, prędkość maksymalna 40-50 km/h, zużycie paliwa 2,2 l/100km

WM Csepel 100 Tura – produkcja w latach 1947-1948, pojemność 98 cm3, moc: 3 KM, prędkość maksymalna 70 km/h, zużycie paliwa 1,7 l/100km

Csepel 100/48 – produkcja w latach 1948, pojemność 98 cm3, moc: 3,5 KM, prędkość maksymalna 50 km/h, zużycie paliwa 2 l/100km

Csepel 125/49 – produkcja w latach 1949, pojemność 123 cm3, moc: 4,5 KM, prędkość maksymalna 70 km/h, zużycie paliwa 2,4 l/100km

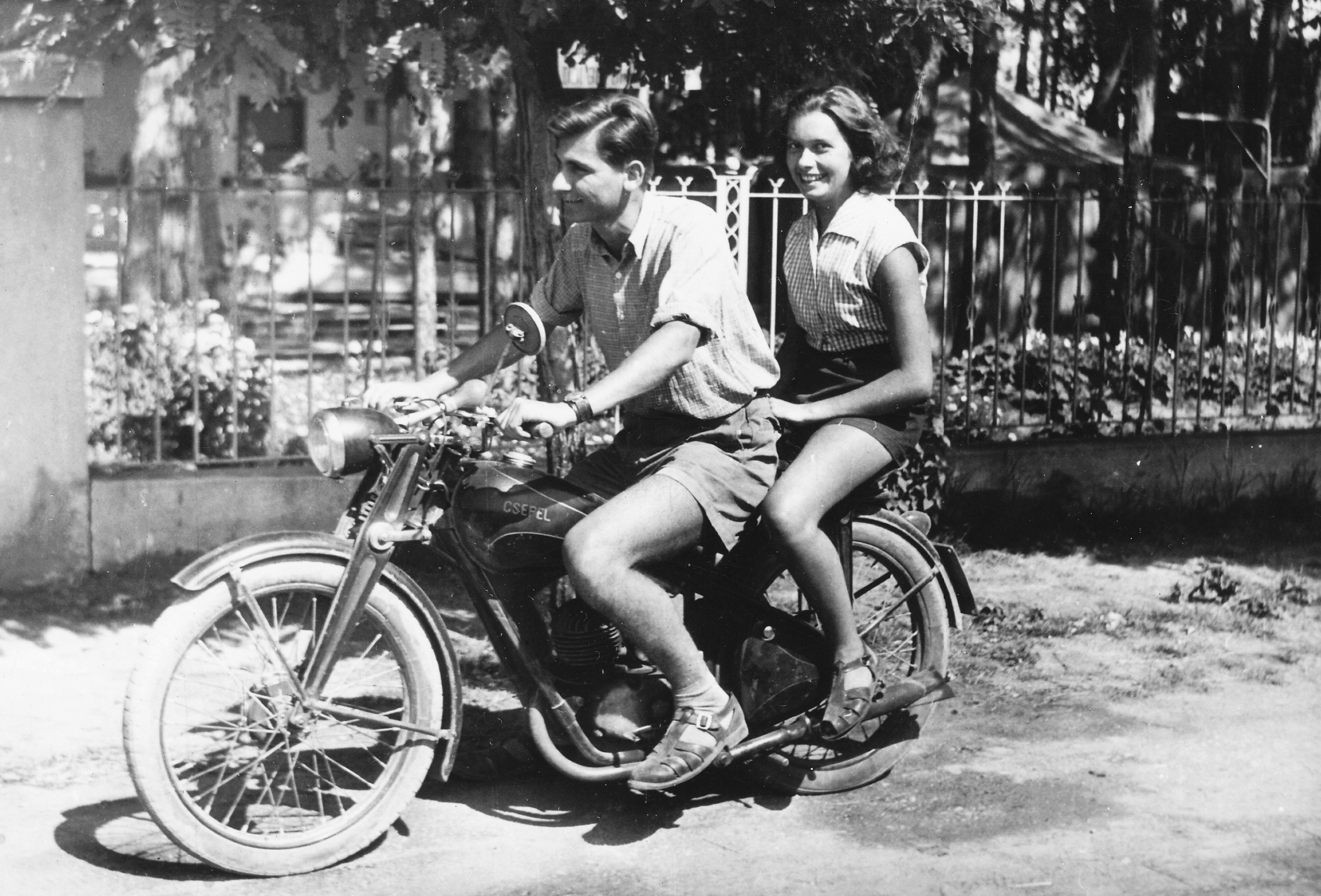
Csepel 125 motorkerékpár. Fortepan 15385

Csepel 125/50 – produkcja w latach 1950, pojemność 123 cm3, moc: 4,5 KM, prędkość maksymalna 80 km/h, zużycie paliwa 2,4 l/100km

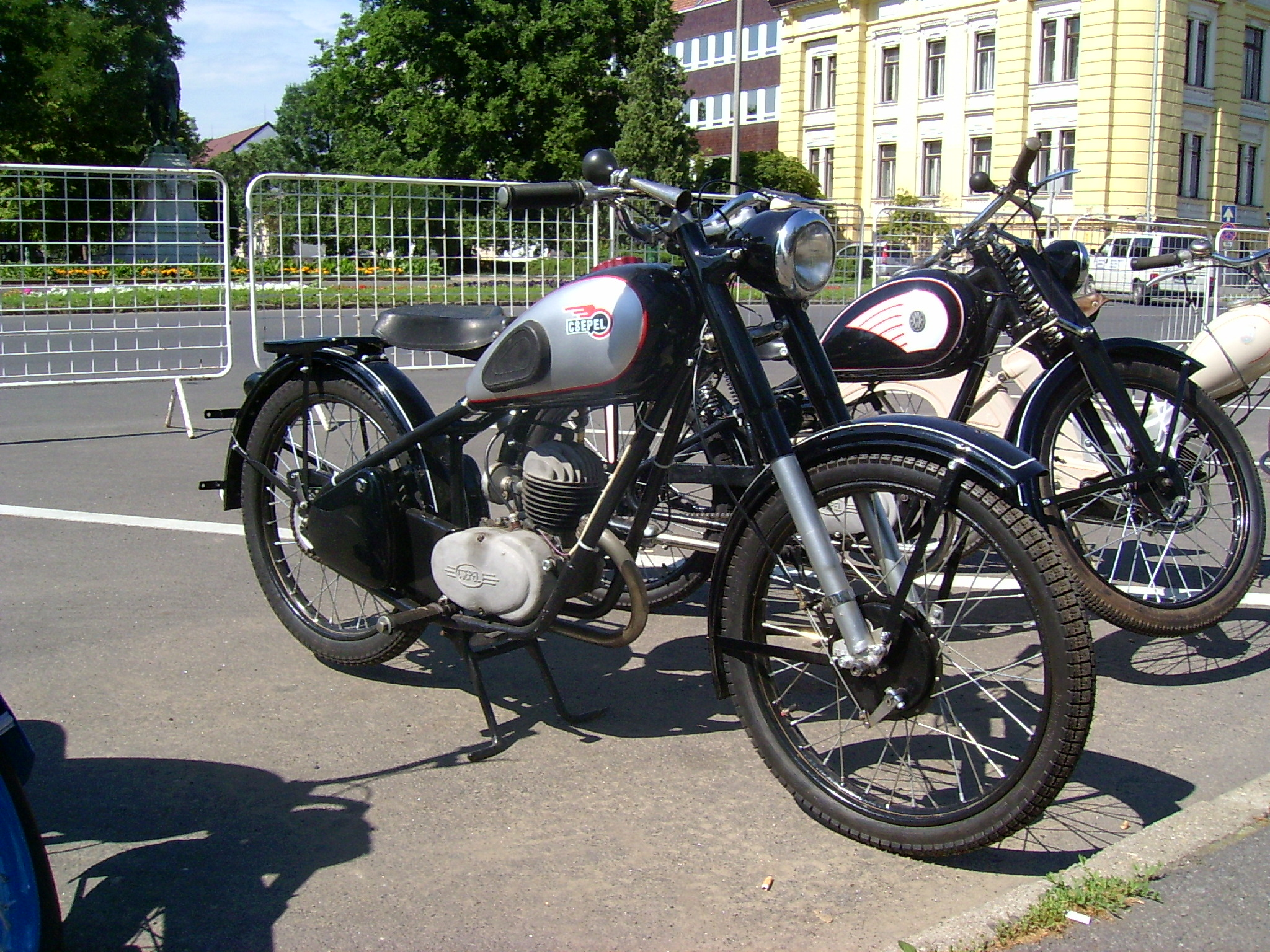
Teleszkópos, ezüsttankos Csepel 125/50 1950-ből

Csepel 125T – produkcja w latach 1951-1955, pojemność 123 cm3, moc: 4,5 KM, prędkość maksymalna 80 km/h, zużycie paliwa 3 l/100km

Csepel Danuvia 125D – produkcja w latach 1954-1958, pojemność 123 cm3, moc: 4,5 KM, prędkość maksymalna 80 km/h, zużycie paliwa 3 l/100km

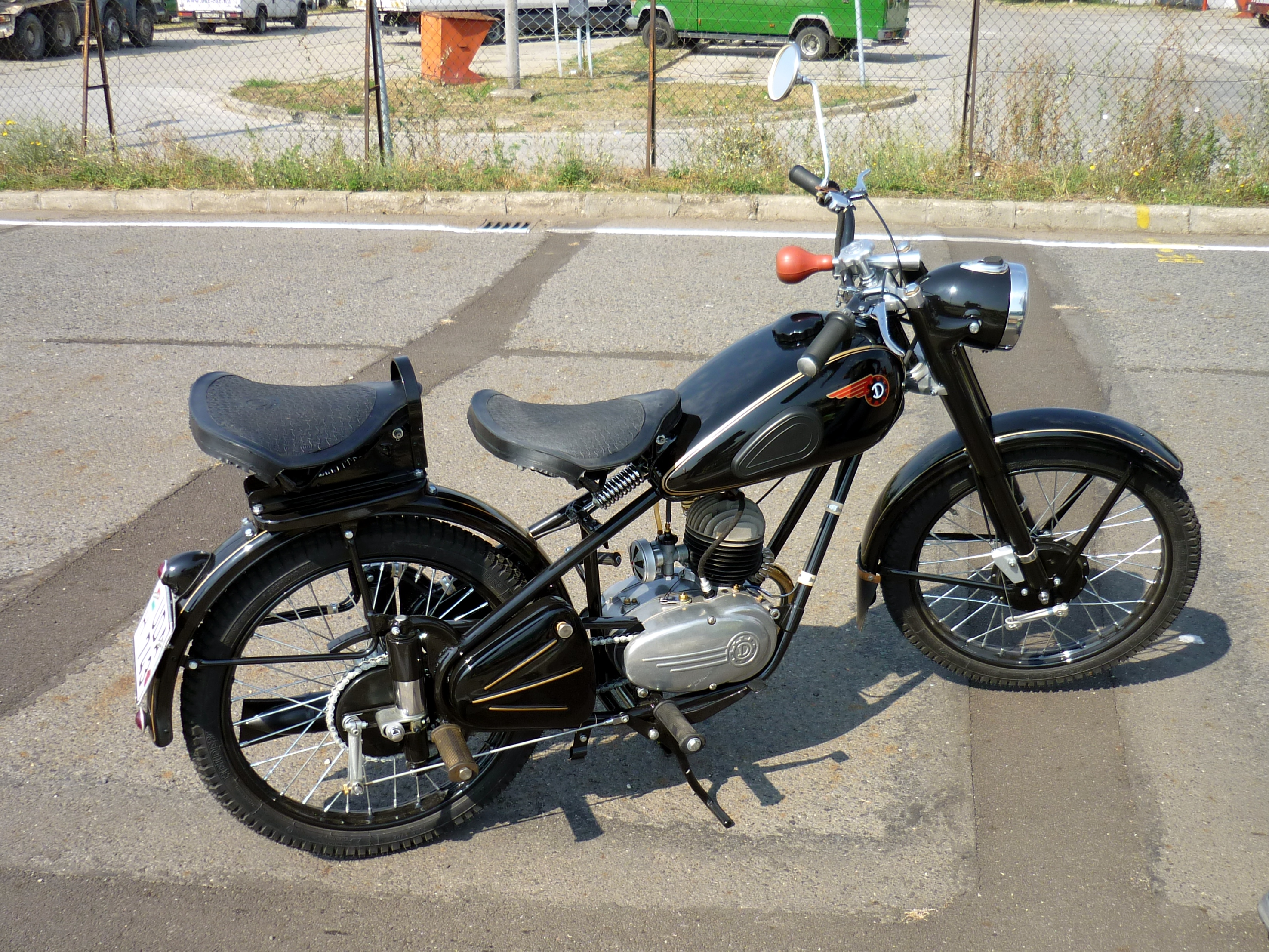
D-Csepel

Csepel 250U – produkcja w latach 1950-1951, pojemność 246 cm3, moc: 10 KM, prędkość maksymalna 100 km/h, zużycie paliwa 3,6 l/100km

Csepel 250 – produkcja w latach 1951-1953, pojemność 246 cm3, moc: 10 KM, prędkość maksymalna 100 km/h, zużycie paliwa 3,6 l/100km

Csepel 250 de Lux (Pannonia TL) – produkcja w latach 1954-1955, pojemność 247 cm3, moc: 10,5 KM, prędkość maksymalna 100 km/h, zużycie paliwa 3,5 l/100km